# SBS M
SBS M (früher bekannt als MTV Korea und SBS MTV) ist ein südkoreanischer Musikfernsehsender, der zum Seoul Broadcasting System gehört. Der Sender nahm am 1. Juli 2001 den Betrieb auf.

## Geschichte
Von 1994 bis 1999 zeigte MTV im Rahmen eines Partnerschaftsabkommens Programme auf dem Fernsehsender Mnet der CJ Group.
Im Januar 2001 kehrte der MTV-Block zu OnGameNet zurück, das sich damals im Besitz von On-Media der Orion Group befand.
Im Juli 2001 starteten On-Media und Viacom MTV Korea. Ihre Partnerschaft endete 2008.
Im Jahr 2008 wurde MTV Korea von C&M übernommen.
Im September 2011 wurde SBS, ein südkoreanischer kommerzieller Sender, der offizielle südkoreanische Partner von Viacom (jetzt wieder mit der CBS Corporation fusioniert, um 2019 ViacomCBS zu bilden). Damit wurde MTV Teil von SBS und wurde im November 2011 in SBS MTV umbenannt.
Am 30. Juni 2022 wurde der Sender in SBS M umbenannt, wobei die Inhalte von Paramount Global zum Partner-Streamingdienst TVING wechselten, wobei die inländische Version von Nickelodeon ebenfalls in KiZmom umbenannt wurde.

## Programm
- KSTAR News 840
- SBS Inkigayo
- Running Man
- K-pop Star
- Channel Fiestar
- The Show
- The Stage Big Pleasure
- KPOP Hero
- MTV Hits
- SBS MTV KPOP 20
- After Hours
- Wake Up Call
- HITS : Classic
- FRESH : POP
- FRESH : K-POP
- LIVE 4 U
- School Attack
- Yogobara
- I GOT7
- Lovelyz in Wonderland